# 470. pr. n. št.
470. pr. n. št. je tretje desetletje v 5. stoletju pr. n. št. med letoma 479 pr. n. št. in 470 pr. n. št.. 